# Присака (Бакау)
Присака (рум. Prisaca) насеље је у Румунији у округу Бакау у општини Берешти-Тазлау. Oпштина се налази на надморској висини од 271 m.

## Становништво
Према подацима из 2002. године у насељу је живело 528 становника, од којих су сви румунске националности.